# Klaus Edlinger

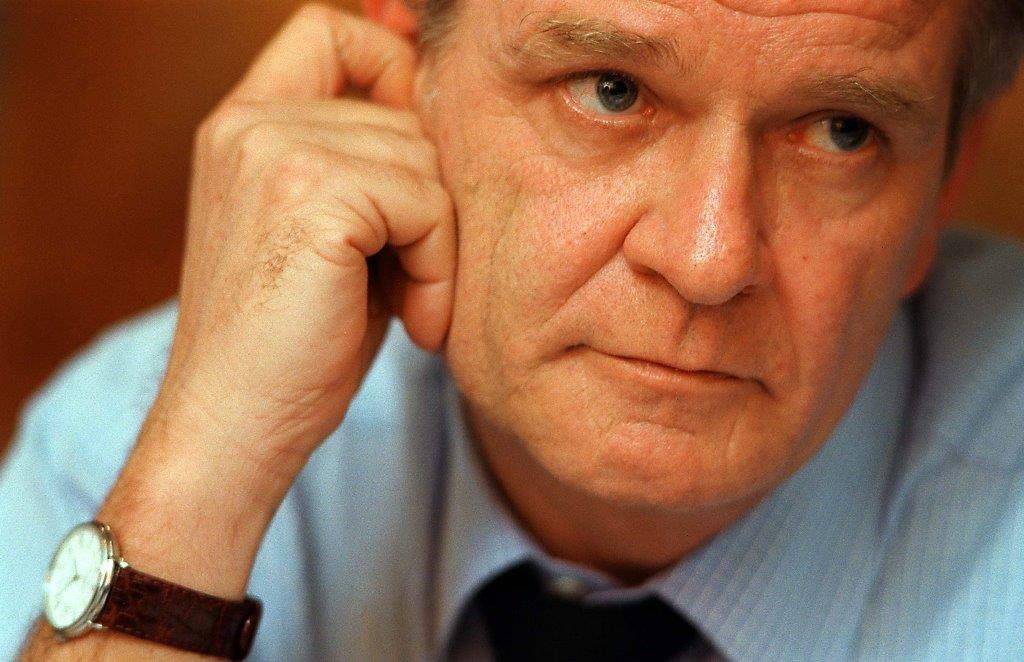
Klaus Edlinger (2018)

Klaus Edlinger (* 1945 in Eisenerz) ist ein österreichischer Journalist, Persönlichkeits-Coach, Kommunikations-Trainer und Autor.

## Leben
Klaus Edlinger wurde in Eisenerz geboren und wuchs in St. Stefan im Rosenthal und in Graz auf. Die Matura absolvierte er am 5. Bundesrealgymnasium in Graz, danach studierte er an der Karl-Franzens-Universität in Graz und promovierte mit einer Dissertation über „Hörspiele steirischer Autoren“ im Fach Germanistik. Klaus Edlinger ist verheiratet und lebt in Leibnitz in der Südsteiermark; er hat zwei Kinder aus erster Ehe, die Tochter Kristina Edlinger-Ploder  ist Rektorin der Fachhochschule „Campus 02“, der Sohn Gert Edlinger arbeitet als Medien-Manager in Wien.

## Tätigkeiten

### Journalist
Klaus Edlinger begann seine journalistische Tätigkeit beim „Linzer Volksblatt“, bald danach wechselte er nach Graz zur „Süd-Ost-Tagespost“, 1971 akzeptierte er ein Angebot von Hans Dichand und wurde Gründungsmitglied der „Steirerkrone“ (Steiermark-Ausgabe der Kronenzeitung).
1973 erhielt Klaus Edlinger ein Angebot vom   ORF-Chefredakteur Franz Kreuzer und arbeitete danach 35 Jahre im ORF Radio und Fernsehen sowie auf 3-SAT als Leitender Redakteur, Chef vom Dienst, Reporter, Präsentator, Diskussionsleiter und Moderator (ZiB I und ZiB II, „Steiermark heute“, „Treffpunkt Steiermark“, „Jugendcorner“, 3SAT-Polittalk, 3-SAT-Publikums-Talk-Show, Radio-Journale und Sondersendungen in Radio und TV).
Als Journalist war Klaus Edlinger überwiegend in den Bereichen Innenpolitik, Wirtschaft und Chronik tätig; dabei hatte er Live-Einsätze als Reporter, Interviewer und Kommentator  bei den Papstbesuchen in Österreich sowie bei Nationalrats-, Landtags- sowie Europawahlen und im Ostaufbruch 1989 aus Timișoara/Rumänien.
Zusätzlich gestaltete Klaus Edlinger  Radio- und Filmdokumentationen und Reportagen aus fast allen Kontinenten sowie Moderationen und Präsentationen internationaler Events.

### Coach und Trainer
Klaus Edlinger ist Persönlichkeitscoach und Kommunikationstrainer für Politiker und Führungskräfte sowie für Organisationen aus den Bereichen TV-Verhalten in Auftritt, Interview und Diskussion, Strategie und Campaining, Ich-Performance, Teambuilding, Moderation, Kampf-Rhetorik; er unterstützt und trainierte nach eigenen Angaben Regierungsmitglieder und Manager in Österreich, Ungarn, Luxemburg und Deutschland.

### Lehrbeauftragter, Vortragender
Klaus Edlinger erfüllt Lehraufträge für Medienkunde und Rhetorik an den Universitäten Graz und Leoben, an den Fachhochschulen in Graz („Campus 02“) und Sankt Pölten und an der „Höheren Bundeslehranstalt und Bundesamt für Wein- und Obstbau Klosterneuburg“. Dazu kommen Vortragstätigkeiten in  Europa zu den Themen „Politik“, „Kommunikation“ und „Medien“.

### Abenteurer
Klaus Edlinger absolvierte Reisen auf allen Kontinenten, die sich in Fotoausstellungen im „Josef-Krainer-Haus“ Graz, „ORF-Funkhaus“ Graz, Creditanstalt Graz und TV-, Radio- und Zeitungsreportagen niederschlugen (ORF, Kleine Zeitung, Die Presse).  Höhepunkte waren Fahrten mit einem Sensico-Moped durch Westafrika, mit dem  Puch-G-Geländewagen durch das australische Outback, als Schiffs-Steward auf der QSS Australis und auf der QSS Arkadia mehrmals um die Welt, mit der Transsibirischen Eisenbahn durch Asien, mit dem Motorrad (u. a. Royal Enfield) durch Indien, Vietnam, Laos, Kambodscha, durch das Baltikum und auf der Panamericana, mit dem Boot auf Amazonas und Mekong; ausgedehnte Fußmärsche u. a. in Uganda, Patagonien, Kambodscha und im Amazonasgebiet ergänzten seine motorisierten Abenteuerfahrten.

## Werke
Klaus Edlinger verfasste 18 Bücher in den Bereichen Belletristik, Sachbuch, Reisen, Märchen und Kochen:
- Ich schreie, du schreist. Europäischer Verlag, Wien 1969
- Öffentliche Einsamkeit. Herbig Verlag, München 1989
- Denn sie müssen wandern. Herbig Verlag, München 1991
- Wind an den Sohlen. Leykam Verlag, Graz 2009
- Das Märchen vom Glück. Leykam Verlag, Graz 1992
- Das Märchen vom Reichtum. Leykam Verlag, Graz 1995
- Konstantin feiert Geburtstag. Leykam Verlag, Graz 2003
- Gespräche mit bekannten Österreichern. Leykam Verlag Graz 1996
- Überzeugen und Gewinnen. Leykam Verlag, Graz 2001
- Leben am Fluss. Leykam Verlag, Graz 2003
- Golfland Steiermark. Leykam Verlag, Graz 2000
- Die schönsten Golfplätze Österreichs. Leykam Verlag, Graz 2001
- Mama, Papa, das Land und die Leute. edition keiper, Graz 2021

Als federführender Autor veröffentlichte Klaus Edlinger 5 Kochbücher:
- Kochbuch für Leib&Seel – Südoststeiermark. Leykam Verlag, Graz 1990
- Kochbuch für Leib&Seel – Weststeiermark. Leykam Verlag, Graz 1991
- Kochbuch für Leib&Seel – Ennstal. Leykam Verlag, Graz 1992
- Kochbuch für Leib&Seel – Mur- und Mürztal. Leykam Verlag, Graz 1993
- Kochbuch für Leib&Seel – Graz. Leykam Verlag, Graz 1994

## Auszeichnungen
- Goldene Romy für den beliebtesten österreichischen Nachrichten-Moderator
- Großer UNDA-Preis" der Katholischen Kirche für eine Tansania-Dokumentation
- Preis der Steiermärkischen Landesregierung für besondere journalistische Leistungen auf dem Gebiet der Entwicklungshilfe
- Goldenes Ehrenzeichen der (Heimat-)Marktgemeinde St. Stefan im Rosental